# Roger Machado
Roger Machado Marques (Porto Alegre, 25 de abril de 1975) é um treinador e ex-futebolista brasileiro que atuava como lateral-esquerdo. Comanda o Internacional.
Como jogador, foi multicampeão pelo Grêmio e considerado um dos melhores laterais-esquerdos do futebol brasileiro na década de 1990. Já como treinador, também pelo Grêmio, é creditado como responsável pela mudança na filosofia de futebol do clube, passando de uma histórica proposta física, reativa e visceral para uma proposta mais cerebral, técnica e estrategicamente apurada.

## Carreira como jogador

### Início
Nascido em uma família de jogadores de futebol, Roger teve a sua primeira experiência mais séria com o esporte disputando os tradicionais torneios de várzea de Porto Alegre durante a adolescência. Na época, preferia atuar como ponta-esquerda, tendo ele próprio se "adaptado" à lateral para evitar a numerosa concorrência com os diversos meninos que preferiam participar dos peneirões em posições de ataque. Após uma breve passagem pelo São José, Roger realizou um teste no Grêmio e, já com 17 anos, ingressou nas categorias de base do Tricolor Gaúcho.

### Grêmio
No início da década de 1990, o Grêmio passava por um período de instabilidade, sendo rebaixado pela primeira vez à série B do Campeonato Brasileiro. Após o retorno à elite, o clube precisou encarar uma época de poucos gastos que obrigou a direção a apostar em jogadores das categorias de base. Neste movimento, Roger foi lançado no time profissional no final do ano de 1993 pelo então treinador Felipão. Ao lado de outros jovens promissores como Danrlei, Emerson, Carlos Miguel e Arílson, formaria a base do time que, em 1994, iniciaria a retomada de protagonismo do Grêmio com as conquistas do Campeonato Gaúcho e da Copa do Brasil.
Já considerado titular absoluto, integrou a equipe do Grêmio que, em 1995, conquistaria outra vez o Campeonato Gaúcho, além do título da Copa Libertadores da América. O estilo de jogo de Roger, técnico e seguro, com foco primordial nos movimentos de defesa, foi fundamental para dar equilíbrio ao time que tinha no lateral-direito paraguaio Francisco Arce uma peça importante de ataque. Nesta temporada, Roger formou ao lado de Arce, Rivarola e Adílson, uma das linhas de defesa mais lembradas da história do Grêmio.
Pelo Tricolor, conquistou ainda o Campeonato Brasileiro de 1996 e outra vez a Copa do Brasil, dessa vez a de 1997, sendo decisivo na final deste segundo torneio, arrancando pela esquerda do ataque e cruzando para Carlos Miguel marcar o gol do título contra o Flamengo em pleno Maracanã. Os anos 90 ainda seriam marcados pelos títulos da Recopa Sul-Americana de 1997, do Campeonato Gaúcho de 1999 e da Copa Sul de 1999. Ao final do período de conquistas, Roger passou a sofrer com lesões que lhe retiraram de parte das campanhas do Grêmio nos anos posteriores. Neste período, entre uma lesão e outra, aprofundou o seu conhecimento em tática e estudos de futebol, incentivado pelo então treinador Tite.
Com a chegada de Tite ao comando do Grêmio em 2001, Roger encontraria dificuldades em se adaptar como ala ao sistema 3-6-1 do novo treinador, que não jogava com laterais. Pela importância que tinha dentro do elenco e pela capacidade que tinha de levar a campo os conceitos do treinador, Roger foi adaptado na zaga e, ao lado de Mauro Galvão e Marinho, formou a primeira linha de defesa do Grêmio que viria a conquistar o quarto título da Copa do Brasil em 2001, o terceiro título de Roger nesta competição. Curiosamente, apesar de ter se adaptado bem à nova posição, Roger ainda seria lembrado como lateral-esquerdo em uma convocação da Seleção Brasileira que formou o elenco que disputaria a Copa América de 2001.
Depois de virar ídolo no Grêmio e se tornar um dos atletas mais vitoriosos da histórica do clube, Roger foi vendido ao futebol japonês, em um movimento da direção que buscava a renovação do elenco e o alívio da folha salarial após mais uma crise financeira ocasionada pela falência da ISL, empresa suíça que era a principal parceira desportiva do Grêmio na ocasião. Roger jogaria pelo Vissel Kobe nos anos de 2004 e 2005, onde teria uma difícil adaptação a um futebol mais rápido, chegando cogitar a rescisão contratual já no primeiro semestre de vínculo. Aos poucos, Roger absorveu a nova dinâmica de jogo e a maneira de jogar da equipe comandada pelo técnico Ivan Hašek que, pela ausência dos talentos individuais à época abundantes no futebol brasileiro, mas ausentes no futebol japonês, apostava na coletividade, na intensidade e em conceitos ainda pouco comuns na América do Sul, como a marcação por zona, que depois influenciariam Roger em sua carreira como treinador.

### Fluminense
Ao final de seu contrato, Roger retornou ao Brasil e, entre 2006 e 2008, jogou pelo Fluminense, tendo feito o gol da vitória de 1–0 do Tricolor Carioca sobre o Figueirense, em Florianópolis, que deu o título de campeão da Copa do Brasil de 2007 ao Fluminense. Este foi o quarto título de Roger na competição, que se tornou o jogador com o maior número de conquistas na história do torneio.

### D.C. United e aposentadoria
Em 2009 assinou contrato com o D.C. United, dos Estados Unidos, onde pretendia encerrar sua carreira. Entretanto, Roger acabou deixando o time uma semana após a sua apresentação porque teve um problema na região lombar. Desse modo, ele acabou retornando ao Brasil para se recuperar, vindo a se aposentar dos gramados pouco tempo depois.

## Carreira como treinador

### Início como auxiliar
A partir de 2011, Roger iniciou trabalho como auxiliar-técnico do Grêmio. Nessa função comandou a equipe em duas oportunidades, justamente contra o maior rival do clube, o Internacional. Em ambas o Grêmio venceu pelo placar de 2–1.

### Juventude
Em 19 de fevereiro de 2014, foi anunciado como novo técnico do Juventude para a disputa do Campeonato Gaúcho e da Série C do Brasileirão. Após duas derrotas em casa, foi demitido no dia 28 de julho.

### Grêmio
Roger Machado foi anunciado como treinador do Grêmio no dia 26 de maio de 2015. Como técnico do Tricolor Gaúcho, Roger venceu o histórico Grenal 407, em um domingo de comemoração do Dia dos Pais, válido pela 17ª rodada do Campeonato Brasileiro, realizado na Arena do Grêmio, com a histórica vitória de 5–0. Foi um resultado que ficou para a história dos Grenais, para a história do Grêmio (o time não vencia um clássico Grenal por um placar elástico desde 1912, quando aplicou 6–0 — o último 5–0 fora ainda antes, em 1910) e de Roger.
Ao final do Campeonato Brasileiro de 2015, após uma boa campanha e a afirmação de convicções táticas de Roger, o Grêmio garantiu a terceira colocação do campeonato, assegurando uma vaga para a Copa Libertadores da América do ano seguinte. Porém, o primeiro semestre de 2016 foi marcado pela irregularidade das apresentações do clube e, principalmente, pela desorganização defensiva do time de Roger. Dois pontos passaram a ser muito criticados no trabalho de Roger: As constantes falhas defensivas na bola aérea e a falta de objetividade ofensiva.
Vindo de péssimos resultados em sequência, Roger pediu demissão no dia 15 de setembro de 2016, após a derrota de 3–0 para a Ponte Preta.

### Atlético Mineiro
Em 30 de novembro de 2016, acertou com o Atlético Mineiro para 2017. No primeiro semestre conquistou o Campeonato Mineiro, quando o Galo derrotou o rival Cruzeiro por 2–1 no Estádio Independência. Foi demitido no dia 20 de julho, após perder dentro de casa para o Bahia por 2–0 e cair para a 11ª posição na tabela de classificação, ficando a cinco pontos da zona de rebaixamento.

### Palmeiras
No dia 22 de novembro de 2017, foi anunciado como novo técnico do Palmeiras para a temporada 2018. Cinco dias após o anúncio, o técnico foi apresentado na academia pelo presidente do clube. Em 26 de julho de 2018, após uma derrota de 1–0 para o Fluminense, foi demitido.

### Bahia

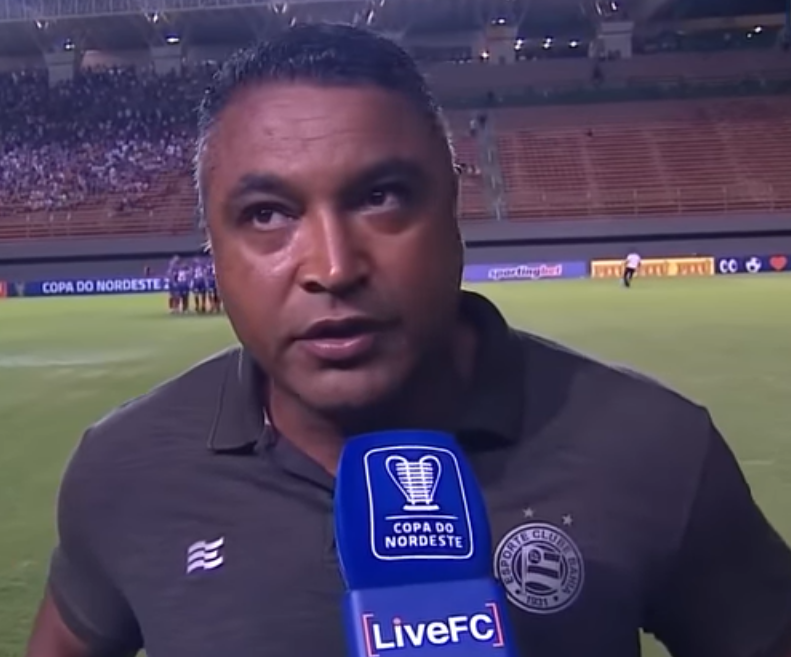
Roger Machado no Bahia em 2020

Anunciado pelo Bahia em abril de 2019, sagrou-se campeão baiano no mesmo ano.
Foi demitido em 2 de setembro de 2020, após uma derrota de 5–3 contra o Flamengo, em jogo válido pela sétima rodada do Campeonato Brasileiro.

### Fluminense
Roger foi anunciado como treinador do Fluminense no dia 23 de fevereiro de 2021, sendo apresentado no dia 27 de fevereiro. Estreou no dia 14 de março, na vitória de 1–0 contra o Flamengo, pela 3ª rodada do Campeonato Carioca.
Após um desempenho ruim no Campeonato Brasileiro com quatro derrotas seguidas e eliminação nas quartas de final da Copa Libertadores da América, Roger foi demitido do clube.

### Segunda passagem pelo Grêmio
Foi anunciado como treinador do Grêmio no dia 14 de fevereiro de 2022. Nesta passagem, obteve a terceira maior série invicta da história da Série B ao ficar 17 jogos sem perder. No entanto, após uma sequência de quatro jogos sem vitória, incluindo um empate e três derrotas, Roger Machado foi demitido no dia 1 de setembro e substituído por Renato Gaúcho. Ao longo de 199 dias no comando do clube, o treinador disputou 37 partidas, com 17 vitórias, 12 empates e oito derrotas.

### Segunda passagem pelo Juventude
Após a saída de Thiago Carpini, contratado pelo São Paulo, Roger foi anunciado como treinador do Juventude no dia 12 de janeiro de 2024, retornando ao clube dez anos após a sua primeira passagem. Reestreou pela equipe no dia 20 de janeiro, na vitória fora de casa por 1–0 sobre o Santa Cruz, pela primeira rodada do Campeonato Gaúcho. Após 35 jogos, o treinador pediu demissão no dia 17 de julho.

### Internacional
Foi anunciado oficialmente como técnico do Internacional no dia 18 de julho de 2024, assinando contrato até dezembro de 2025.
Em março de 2025, Roger quebrou a sequência do clube de quase nove anos sem títulos após conquistar o Campeonato Gaúcho de forma invicta. O feito se tornou ainda mais relevante por interromper a sequência de sete títulos estaduais do grande rival Grêmio.

## Ativismo político e cultural
Sobretudo desde que se tornou treinador de clubes da elite do futebol brasileiro, Roger Machado se notabilizou pelo engajamento político em pautas relacionadas ao combate ao racismo e à desigualdade social.
Em 2019, promoveu, ao lado do treinador fluminense Marcão, o primeiro duelo entre treinadores negros na primeira divisão do futebol brasileiro. O evento foi amplamente divulgado pela mídia e utilizado por organizações antirracistas, como o Observatório de Discriminação Racial no Futebol, para promoção da igualdade racial no esporte. Após a partida, que confrontou as equipes de Bahia e Fluminense, Roger proferiu um discurso considerado histórico durante a coletiva de imprensa.
| “ | Negar e silenciar é confirmar o racismo. Minha posição como negro na elite do futebol condiz com isso. O maior preconceito que eu senti não foi de injúria. Eu sinto que há racismo quando eu vou a um restaurante e sou o único negro no local. Na faculdade que eu fiz, eu era o único negro. Isso é a prova para mim. Mas, mesmo assim, rapidamente, quando a gente fala isso, ainda tentam dizer: ‘Não há racismo, está vendo? Você está aqui’. Não, eu sou a prova de que há racismo porque só eu estou aqui. | ” |

Na mesma fala, Roger ressaltou o papel do estado na promoção da igualdade racial no Brasil, se opôs ao mito da miscigenação racial brasileira e criticou a diminuição de investimentos em políticas afirmativas, que seria a marca dos governos conservadores empoçados pelas Eleições Presidenciais de 2018.
| “ | A culpa desse atraso, depois de 388 anos de escravidão, é do Estado, porque é através dele que as políticas públicas, que nos últimos 15 anos foram instituídas, que resgataram a autoestima dessas populações que ao longo de muitos anos tiveram negadas assistências básicas, estão sendo retiradas neste momento. | ” |

No dia 6 de dezembro de 2019, enquanto comandava o Bahia, recebeu a Medalha Zumbi dos Palmares, outorgada pela Câmara Municipal de Salvador, em reconhecimento ao seu posicionamento de enfrentamento ao racismo.
Em 2020, organizou e liderou ao lado do psicólogo Tadeu de Paula o projeto Diálogos da Diáspora, projeto editorial que trabalha pela visibilidade e pela viabilização da publicação de autores negros e indígenas no Brasil. O projeto resultou em uma coleção de livros que incluíam pesquisas acadêmicas em Antropologia, Sociologia, Psicologia, Urbanismo, Letras, Comunicação e Artes, além de livros de poesia e ficção, todos publicados pela Hucitec Editora. Os idealizadores trabalham com a ideia de que o projeto, no futuro, se transforme em uma editora mantendo o mesmo propósito.
Ainda em 2020 apoiou diretamente a campanha da candidata Manuela d'Ávila, que representava uma ampla frente de esquerda, à prefeitura de Porto Alegre.

## Estatísticas como treinador
Atualizadas até 23 de março de 2025.
| Clube            | Jogos | Vitórias | Empates | Derrotas | Aproveitamento |
| ---------------- | ----- | -------- | ------- | -------- | -------------- |
| Novo Hamburgo    | 32    | 12       | 15      | 5        | 53.13%         |
| Atlético Mineiro | 43    | 23       | 9       | 11       | 60.47%         |
| Palmeiras        | 44    | 27       | 9       | 8        | 68.18%         |
| Bahia            | 74    | 30       | 22      | 22       | 50.45%         |
| Fluminense       | 42    | 19       | 12      | 11       | 53.49%         |
| Grêmio           | 138   | 69       | 34      | 35       | 58.21%         |
| Juventude        | 67    | 25       | 23      | 19       | 48.76%         |
| Internacional    | 38    | 22       | 11      | 5        | 67.54%         |
| Total            | 419   | 203      | 111     | 105      | 57.28%         |

## Títulos como jogador
Grêmio
- Copa do Brasil: 1994, 1997 e 2001
- Campeonato Gaúcho: 1995, 1996, 1999 e 2001
- Copa Libertadores da América: 1995
- Recopa Sul-Americana: 1996
- Campeonato Brasileiro: 1996
- Copa Sul: 1999

Fluminense
- Copa do Brasil: 2007

## Títulos como treinador
Atlético Mineiro
- Campeonato Mineiro: 2017

Bahia
- Campeonato Baiano: 2019 e 2020

Grêmio
- Campeonato Gaúcho: 2022
- Recopa Gaúcha: 2022

Internacional
- Campeonato Gaúcho: 2025

### Prêmios individuais
- Treinador Revelação do Ano pela FBTF: 2015[50][51]
- Melhor Treinador do Campeonato Paulista: 2018[52]
- Melhor Treinador do Campeonato Gaúcho: 2025[53]

### Honrarias
- Cidadão honorário de Salvador[54]
- Medalha Zumbi dos Palmares: 2019[55]
- Medalha do Mérito Farroupilha: 2019[56]
- Medalha Pai Santana: 2022[57]